# Composeur (appareil électronique)
Pour l’article homonyme, voir composeur.
Un composeur est un appareil électronique que l'on insère entre un téléphone et le réseau téléphonique.
Le composeur interprète le numéro de téléphone composé par l’utilisateur sur le téléphone, analyse le numéro et transmet ensuite un numéro de téléphone au réseau téléphonique. Le numéro transmis au réseau téléphonique peut être le même ou être différent de celui composé par l’utilisateur.
Le composeur permet d’augmenter la productivité ou de réduire les dépenses de l’utilisateur. Par exemple :
- pour les appels à l’intérieur d’une compagnie, l’utilisateur peut composer uniquement les derniers chiffres du numéro de téléphone et le composeur ajoute les chiffres manquants ;
- pour les appels à l’extérieur d’une compagnie, le composeur peut acheminer les appels au fournisseur offrant les meilleurs prix en fonction du type d’appels, du pays, de la date et de l’heure; par exemple, le composeur peut envoyer les appels locaux à un fournisseur A, les appels interurbains de jour à un fournisseur B et les appels interurbains de soir et de nuit à un fournisseur C.

Comme le processus de conversion se fait à l’insu de l’utilisateur, l’utilisateur n’a pas à être informé dans le cas de changements de fournisseurs pour les appels d’un certain type, il suffit de reprogrammer le composeur plutôt que de former plusieurs utilisateurs.
Certains composeurs n’ont pas besoin d’alimentation électrique traditionnelle, ils peuvent prendre l’électricité dont ils ont besoin directement de la ligne téléphonique comme le fait un téléphone.